# Port Hacking (Ort)
Port Hacking ist ein Vorort an der Nordküste des Port Hacking südlich von Sydney im lokalen Verwaltungsgebiet Sutherland Shire im australischen Bundesstaat New South Wales. Der Vorort befindet sich 26,7 Kilometer südlich des Zentrums von Sydney. Bei der Volkszählung 2021 lebten 1210 Menschen in Port Hacking.

## Geschichte

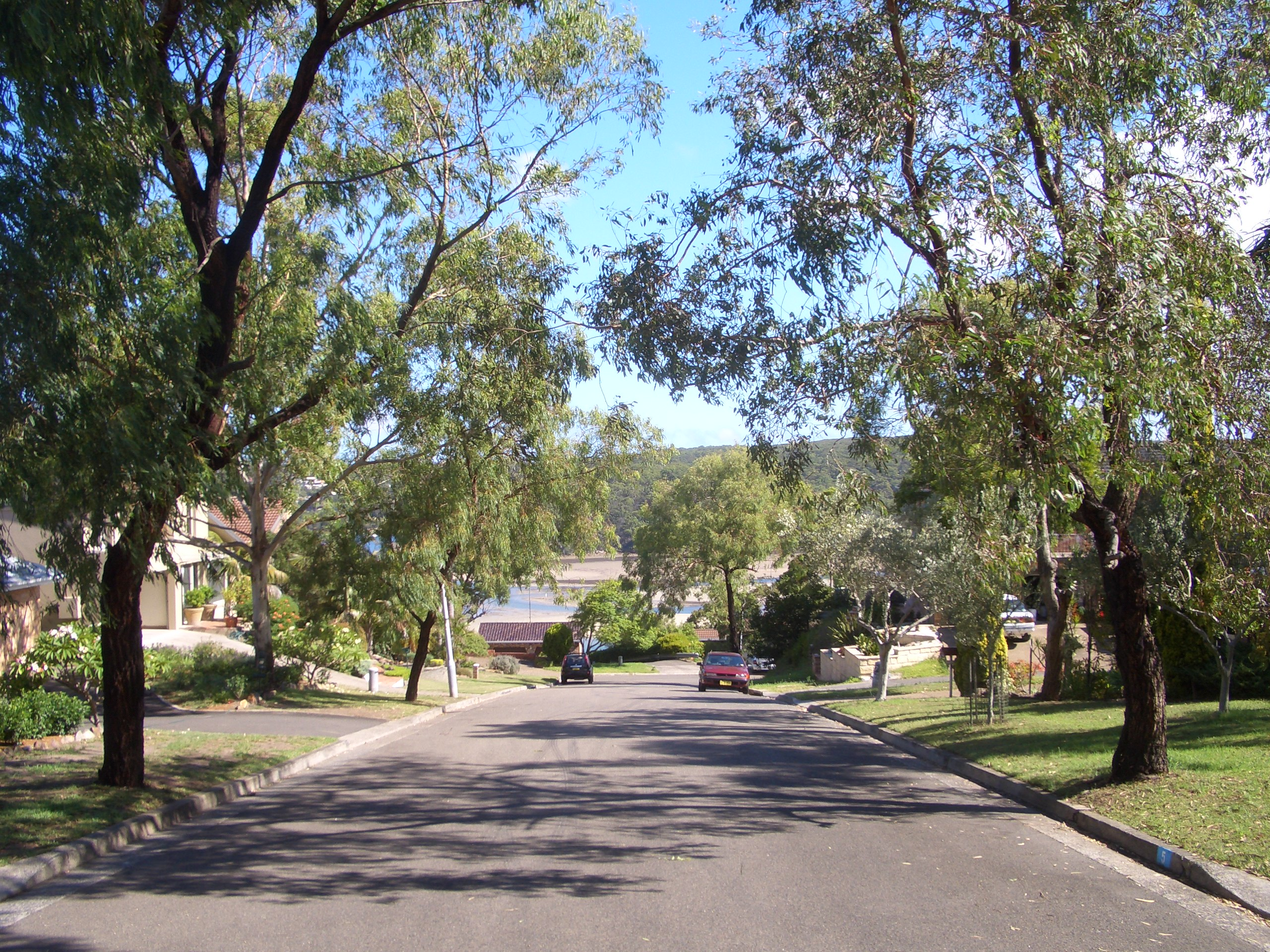
Sandbar Place, Port Hacking

Der Name des Vororts entspricht dem Namen der angrenzenden Mündung.
Thomas Holt (1811–88) besaß den Großteil des Landes, das sich von Sutherland bis nach Cronulla erstreckte, einschließlich des Landes in dieser Gegend. Auf den Pfarrkarten von 1840 war auch zu sehen, dass 20 Acres (81.000 m²) Land an diesem Punkt Francis Mitchell gehörten. 1858 zahlten Mary und Andrew Webster 108 Pfund und 15 Shilling sowie eine jährliche Pfefferkornpacht für ihr Land in dieser Gegend. 1863 verkauften die Websters ihr Land an Dominick Dolan.

## Bevölkerung
Laut der Volkszählung von 2021 hatte Port Hacking 1210 Einwohner. 83,0 % der Menschen wurden in Australien geboren. Die häufigsten anderen Geburtsländer waren England (3,8 %), China (1,2 %), Griechenland (0,9 %), Neuseeland (0,6 %) und Italien (0,5 %). In Port Hacking sprachen 86,9 % der Menschen zu Hause nur Englisch. Weitere zu Hause gesprochene Sprachen waren Griechisch (2,6 %), Mandarin (1,7 %), Italienisch (1,2 %), Kantonesisch (1 %) und Arabisch (0,6 %).
Die häufigsten religiösen Zugehörigkeiten in Port Hacking waren Katholizismus (31,9 %), Keine Religion (27,3 %), Anglikanismus (20,7 %), Ostorthodoxie (5,2 %) und 3,1 % gaben keine Religion an. Das durchschnittliche wöchentliche Haushaltseinkommen in Port Hacking lag bei 3394 Dollar, was im Vergleich zum Durchschnitt von New South Wales von 1829 Dollar deutlich höher ist.